# Betonkerntemperierung
Unter dem Begriff Betonkerntemperierung oder Bauteilaktivierung versteht man die Temperierung eines Gebäudes über in die Gebäudedecke verlegte Leitungen mit Hilfe einer Wärmeträgerflüssigkeit.
Durch dieses Verfahren wird im Sommer eine Kühlung und im Winter eine Beheizung des Gebäudes erzielt. Die Verlegung der Leitungen in der Gebäudedecke erlaubt eine gleichmäßige und als angenehm empfundene Temperierung, da auch die angrenzenden Wände zur Temperaturabgabe beitragen. In den meisten Fällen, in denen die Betonkerntemperierung eingesetzt wird, kann auf eine zusätzliche Heizung verzichtet werden.
Da die Betonkerntemperierung mit niedrigen Temperaturen betrieben wird (ca. 18 °C im Sommer und ca. 26 °C im Winter), eignet sie sich hervorragend für die geothermische Nutzung in Verbindung mit einer Wärmepumpe. Aus diesem Grund wird diese Temperierungsmethode häufig in Projekten eingesetzt, bei denen Energie sparsam verbraucht werden soll.

## Gebäude mit Betonkerntemperierung
- NEW Blauhaus Mönchengladbach
- Energon Ulm
- Energy Office Bremen[1]
- E.ON Energy Research Center in Aachen[2]
- Hans-Sachs-Haus Gelsenkirchen (seit der Neueröffnung am 2. September 2013)[3]
- Universitätsbibliothek Freiburg (Neubau am Platz der Universität)[4]
- Oberlandesgericht Hamm[5]
- Bundesministerium für Ernährung und Landwirtschaft, Dienstsitz Wilhelmstr. 54, Berlin
- Siemens Campus, Erlangen[6]